# United Bank for Africa

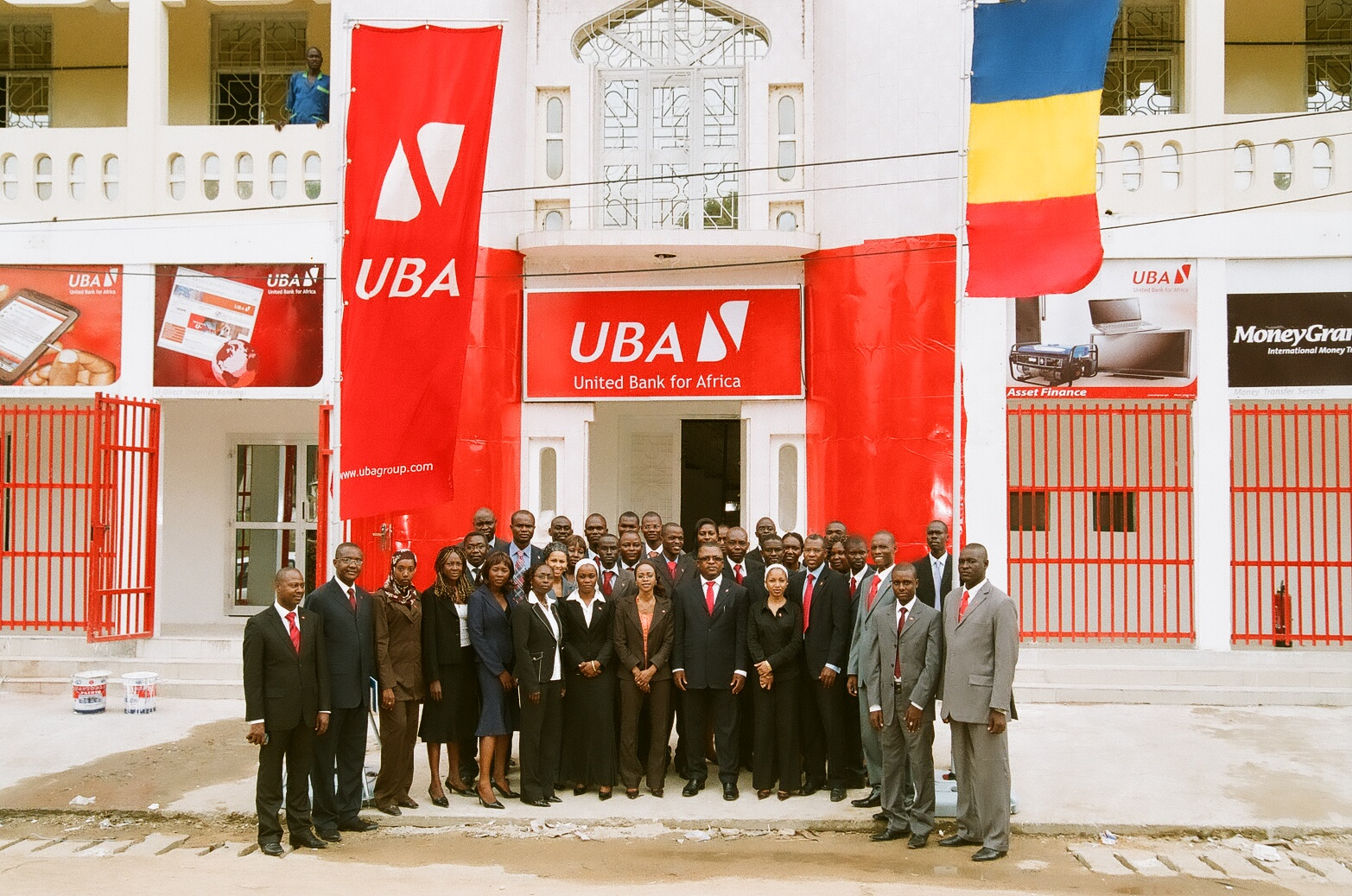
Oficina de UBA en Yamena, Chad

United Bank for Africa Plc (UBA) es una sociedad anónima registrada en Nigeria en 1961 con sede en Lagos. Es una de las instituciones financieras líderes de África ofreciendo servicios de banca universal a más de 7 millones de clientes a través de 750 sucursales en 19 países africanos y con presencia en Nueva York, Londres y París. Formada mediante la fusión de la banca principalmente corporativa UBA y la banca principalmente minorista Standard Trust Bank en 2005, el banco tiene una clara ambición de ser el proveedor financiero dominante y líder en África. Listada en la bolsa de Nigeria en 1970, UBA rápidamente evolucionó en una institución pan-africana de servicios financieros plenos.

## Historia
La historia de UBA retrocede hasta 1949 cuando el Banco Franco Británico ("BFB") comenzó sus actividades de negocio en Nigeria. Después de la independencia de Nigeria del Reino Unido, UBA fue registrada en 1961 para hacerse cargo del negocio del BFB. En la actualidad United Bank for Africa Plc (UBA) es el resultado de la fusión del tercer y el quinto mayor banco de Nigeria, el antiguo UBA y el antiguo Standard Trust Bank Plc, y la subsecuente adquisición del antiguo Continental Trust Bank Limited (CTB). La fusión resultó en la primera combinación exitosa de la historia bancaria de Nigeria.

## Operaciones
Desde su histórica fusión del anterior Standard Trust Bank y del UBA Plc, el UBA Group se ha posicionado como el banco dominante en Nigeria y en un banco líder en el continente africano. En 2000, la revista especializa Euromoney clasificó UBA como el mejor banco doméstico en Nigeria, en reconocimiento al crecimiento exponencial del banco en los pasados dos años y por su comparativamente más elevada inversión respecto a otros actores financieros globales; y en 2007, la revista pan-africana Newsmagazine galardonó a UBA con el reconocimiento a mejor banco global emergente como el banco que más positivamente ha influido en el continente africano.
UBA se ha posicionado consistentemente como el banco a batir en el fuerte mercado financiero bancario nigeriano. Los activos del banco han aumentado en más del 345% en los últimos cinco años, de los NGN 198.680 millones ($1.656 millones) en 2002 hasta los NGN 884.140 millones ($7.368 millones) en 2006.10 Recientemente, al final del año fiscal de 2008, reportó beneficios de NGN 169.600 millones, beneficios antes de impuestos de NGN 56.800 millones, beneficios después de impuestos de 40.800 millones y activos totales de NGN 2,2 billones.
UBA tiene la mayor red de distribución en Nigeria con más de 6,5 millones de clientes en los segmentos personales, comerciales y corporativos. A 30 de septiembre de 2008, tenía más de 650 oficinas de negocio, 296 puntos de venta desplegados y 1332 cajeros automáticos. Su personal ascendía a 14.000 empleados globalmente. Regionalmente, el Grupo tiene presencia en 18 países africanos y en los mayores centros financieros.10 El banco en la actualidad opera en Nigeria, Ghana, Costa de Marfil, Camerún, Sierra Leona, Liberia, Uganda, Benín, Burkina Faso y Senegal, y tiene planes de expandir sus operaciones bancarias a 15 otros países en África a partir de 2009. Los registros indican que UBA es el único banco subsahariano con presencia dual en EE. UU. y Reino Unido, con una sucursal establecida regularmente en Nueva York desde 1984, UBA Capital (Europa) en Londres operando regularmente en banca de inversión desde enero de 2008 y con una oficina representativa en París, Francia. La dirección es desempeñada por el director ejecutivo (CEO) Mr. Phillip Oduoza.